# 阿卡蒂克
阿卡蒂克（西班牙语：Acatic），墨西哥哈利斯科州城镇，总面积362.39平方公里，总人口18,551（2005年）。